# 格林斯通角
格林斯通角（英語：Greenstone Point）是南極洲的海岬，位於埃爾斯沃思地，處於瓊斯山北面，由明尼蘇達大學登山學會繪入地圖，現時由南極條約體系管理。